# Irma Günther
Irma Günther (Den Haag, 3 april 1939) is een Nederlands politicus van de VVD.
Ze heeft geschiedenis gestudeerd aan de Rijksuniversiteit Leiden waar ze in 1965 is afgestudeerd. Daarna werd ze adjunct-secretaris van het hoofdbestuur van de VVD en vanaf 1971 was ze beleidsmedewerker bij het Ministerie van Binnenlandse Zaken. Vanaf 1978 was Günther 17 jaar lang lid van college van Gedeputeerde Staten van de provincie Zuid-Holland. Vanaf 1995 was Günther van meerdere Noord-Hollandse gemeenten waarnemend burgemeester; eerst korte tijd in de gemeente Obdam en daarna vijf jaar in Bergen (in verband met de fusie tussen de gemeenten Bergen, Egmond en Schoorl), in 2001 in Noordwijkerhout, vervolgens bijna drie jaar in Wognum en in 2005 nog een keer in Noordwijkerhout.
- Nederlandse Thesaurus van Auteursnamen: 089744640
- Virtual International Authority File: 288481388
- WorldCat: E39PBJpPDyrxxTbjxvYXdvD8YP